# Adelphia (Plantae)
Adelphia, maleni biljni rod iz porodice malpigijevki. Postoje četiri priznate vrste iz tropske Amerike

## Vrste
1. Adelphia hiraea (Gaertn.) W.R.Anderson
2. Adelphia macrophylla (Rusby) W.R.Anderson
3. Adelphia mirabilis (W.R.Anderson) W.R.Anderson
4. Adelphia platyrachis (Triana & Planch.) W.R.Anderson